# Roman Feliński
Roman Feliński (ur. 7 lutego 1886 we Lwowie, zm. 22 marca 1953 we Wrocławiu) – polski architekt i urbanista, twórca wielu planów oraz budynków dla Gdyni, Warszawy i Lwowa.
Był jednym z najbardziej utalentowanych architektów struktury Lwowa. W latach 1909–1914 przysłużył się do rozbudowy Warszawy i innych ówczesnych polskich miast, pomagał również w odbudowie Dolnego Śląska. Napisał ponad 100 artykułów naukowych na temat architektury.

## Życiorys
Ukończył Wyższą Szkołę Realną we Lwowie, następnie przeniósł się na Politechnikę tamże. W 1905 roku przeniósł się do Monachium. Tam uzyskał dyplom w Królewskiej Wyższej Szkole Technicznej. Do 1909 studiował w Paryżu, dyplom nostryfikował w Wiedniu. Studiował także we Włoszech, Grecji, Egipcie, Palestynie, Szwajcarii i w Niemczech. We Lwowie pracował u znanych architektów Sosnowskiego i Zachariewicza oraz M. Ulama. W 1918 przeniósł się do Warszawy. W latach 1919–1926 pracował na stanowisku naczelnika w Ministerstwie Robót Publicznych, gdzie zorganizował Wydział Miast i Zdrojowisk. Jednocześnie był stałym zastępcą dyrektora Departamentu Budowlanego. Pod jego kierunkiem w Ministerstwie wykonano około 30 planów zabudowania i większych projektów architektonicznych. Laureat dyplomu honorowego na wystawie sztuki dekoracyjnej w Paryżu w 1925 roku (za wystawione projekty z Ministerstwa). Od 1926 do 1944 roku prowadził prywatne biuro architektoniczne.
Pochowany na Cmentarzu św. Wawrzyńca we Wrocławiu.

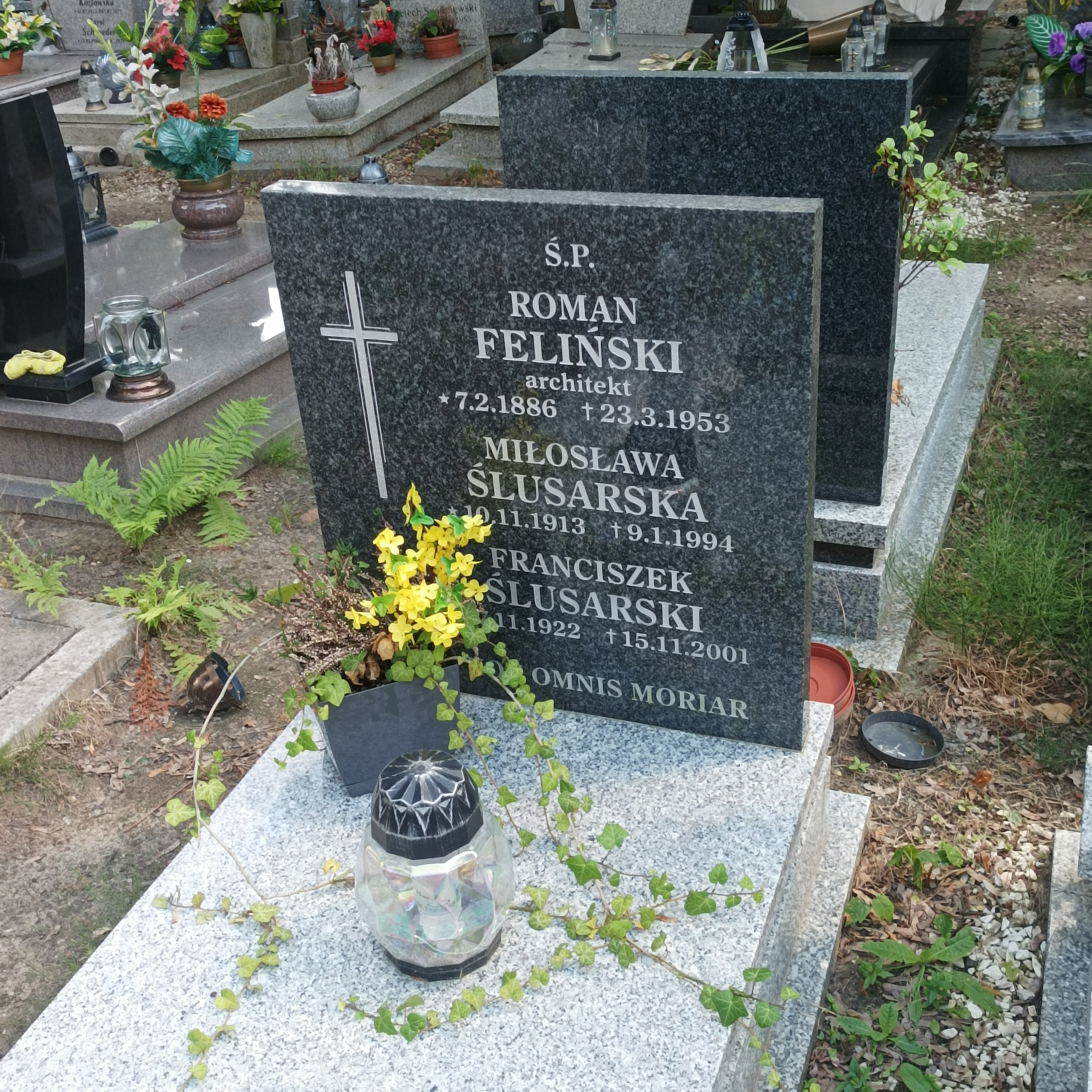
Grób Romana Felińskiego na cmentarzu św. Wawrzyńca we Wrocławiu

29 września 2010 wraz z Tadeuszem Zielińskim, Stanisławem Filipkowskim i Adamem Kuncewiczem został patronem ulicy w gdyńskiej dzielnicy Chwarzno (rejon ulic Wiczlińskiej, Chwarznieńskiej i Śliskiej).

## Twórczość architektoniczna

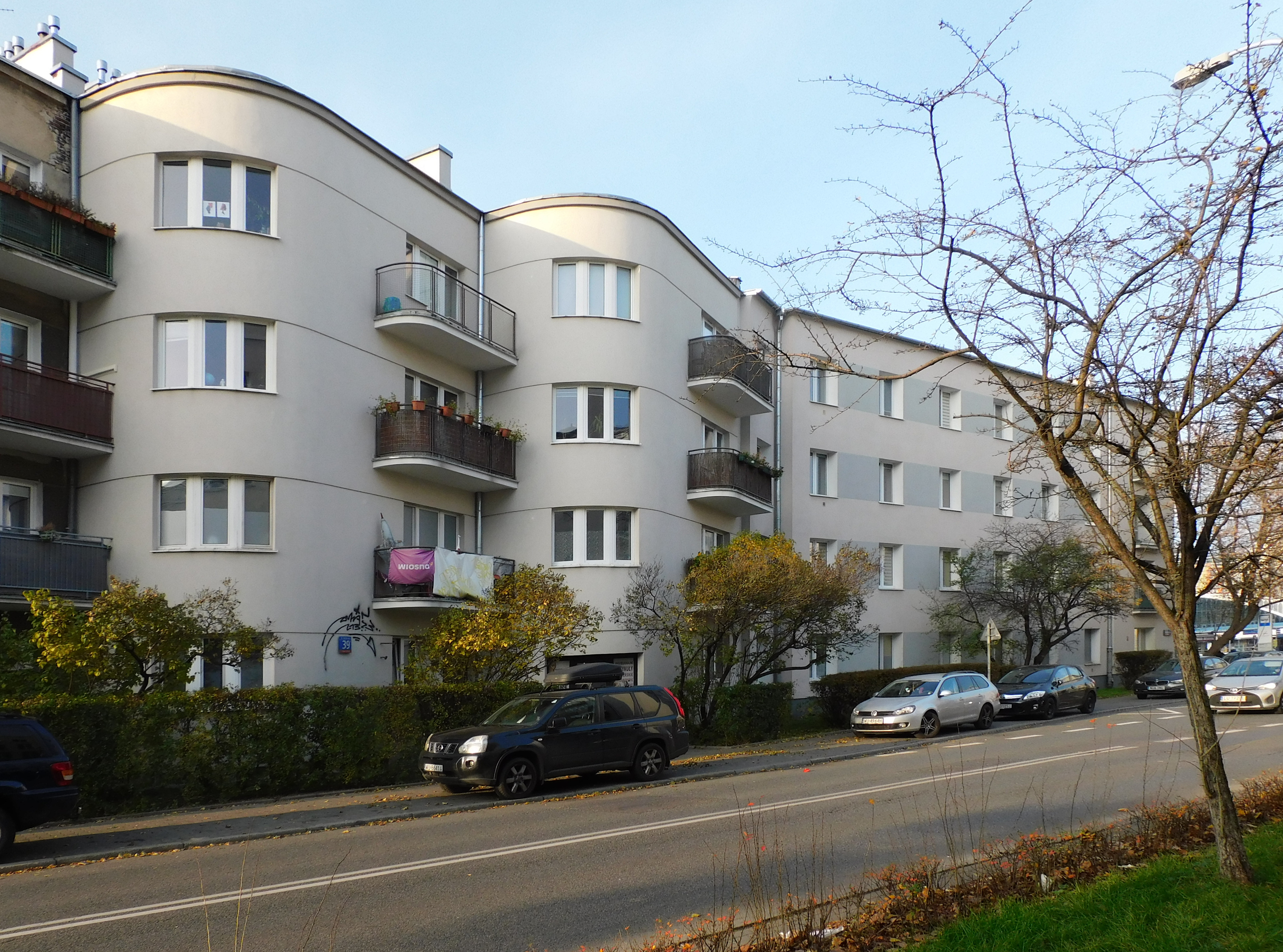
Ulica Białobrzeska 39, Warszawa

Styl architektoniczny Felińskiego zaczął być rozpoznawalny po wystawie sztuki dekoracyjnej w Paryżu w 1925 roku. Planom regulacyjnym przygotowywanym pod jego kierunkiem w MRP towarzyszyły projekty koncepcyjne dla typowych budynków, którymi regulowane tereny miały być zabudowywane. Miał znaczący wpływ na opracowywanie planów wzorcowych domów mieszkalnych, realizowanych przez Ministerstwo. Jako urzędnik służby państwowej nie mógł wykonywać zleceń prywatnych, które zaczął podejmować po odejściu z Ministerstwa. W tym okresie wykonywał plany urbanistyczne i regulacyjne, domy mieszkalne, wille, kamienice i osiedla mieszkaniowe. Realizacje podporządkowywał nowoczesnym zasadom architektury i urbanistyki. We wczesnym okresie twórczości warszawskiej projektował budowle w stylizowanym stylu dworkowym, łączonym z motywami modernizmu, później tworzył w stylu funkcjonalistycznym. Problemów z atrybucją prac Felińskiego przysparza fakt, że jego archiwum nie przetrwało II wojny światowej. Części projektów nie podpisywał swoim nazwiskiem ze względu na trudności czynione mu przez rządy sanacyjne.
Był autorem m.in.:
- dom bankowy przy zbiegu ul. Kościuszki i 3-go Maja we Lwowie
- domy przy ul. Mochnackiego 4, 23 i 29 w Warszawie
- kamienica przy ul. Białobrzeskiej 39 (róg Lelechowskiej)
- domy przy ul. Filtrowej 63 i 65 w Warszawie
- budynki spółdzielni „Ognisko” przy ul. Filtrowej, al. Niepodległości (d. Topolowej), Wawelskiej i Lekarskiej w Warszawie (1923 – 1926 r.)
- plan zabudowy Żoliborza Dolnego w Warszawie
- domy i wille dla spółdzielni „Osiedle Wojskowe” na Żoliborzu w Warszawie (projekt przed 1926 r. realizacja do 1930 r.)
- opracowanie koncepcji zabudowy, wzorcowe projekty domów i wille na Ochocie w Warszawie
- dom przy ul. Narbutta 5a w Warszawie.

## Dzieła pisane
Autor artykułów naukowych z zakresu architektury i urbanistyki, m.in.:
- Budowa miast, Lwów 1916
- Kwestia mieszkaniowa przyszłości a siedziby i byt inwalidów wojennych, Warszawa 1919
- Miasta, wsie, uzdrowiska osiedleńczej organizacji kraju, Warszawa 1935.

## Ordery i odznaczenia
- Krzyż Oficerski Orderu Odrodzenia Polski (7 listopada 1925)[5]
- Złoty Krzyż Zasługi (12 listopada 1946)[6]